# Dremmen
Dremmen is een plaats in de Duitse gemeente Heinsberg, deelstaat Noordrijn-Westfalen.